# Pristimantis epacrus
Pristimantis epacrus är en groddjursart som först beskrevs av Lynch och Ángela Marcela Suárez-Mayorga 2000.  Pristimantis epacrus ingår i släktet Pristimantis och familjen Strabomantidae. IUCN kategoriserar arten globalt som otillräckligt studerad. Inga underarter finns listade i Catalogue of Life.